# Karakulfår
Karakulfår eller Fedthalefår (latin: Ovis Aries) er en fårerace, der stammer fra Centralasien omkring søen Karakul i det nuværende Tadsjikistan.
Karakulfåret er kendt for sin evne til at overleve under barske forhold, og arkæologiske fund viser, at det har været opdrættet i Centralasien siden 1400 f.Kr.. Racen kom fra Mellemøsten, hvor den formentlig har været kendt fra omkring 2650 f.Kr.
Det har udgjort en uvurderlig kilde til mælk, kød og fedt. Betegnelsen fedthale henviser til, at racen er karakteriseret ved at oplagre energi som fedt i halen, som svulmer op og bliver meget tyk. Karakulfår har en meget tæt og tyk pels, og skind fra unge (og ny- eller ufødte) lam anvendes til pelsværk under betegnelsen persianerpels.
| Dyr | Spire Denne artikel om dyr er en spire som bør udbygges. Du er velkommen til at hjælpe Wikipedia ved at udvide den. |